# Aleje Jerozolimskie

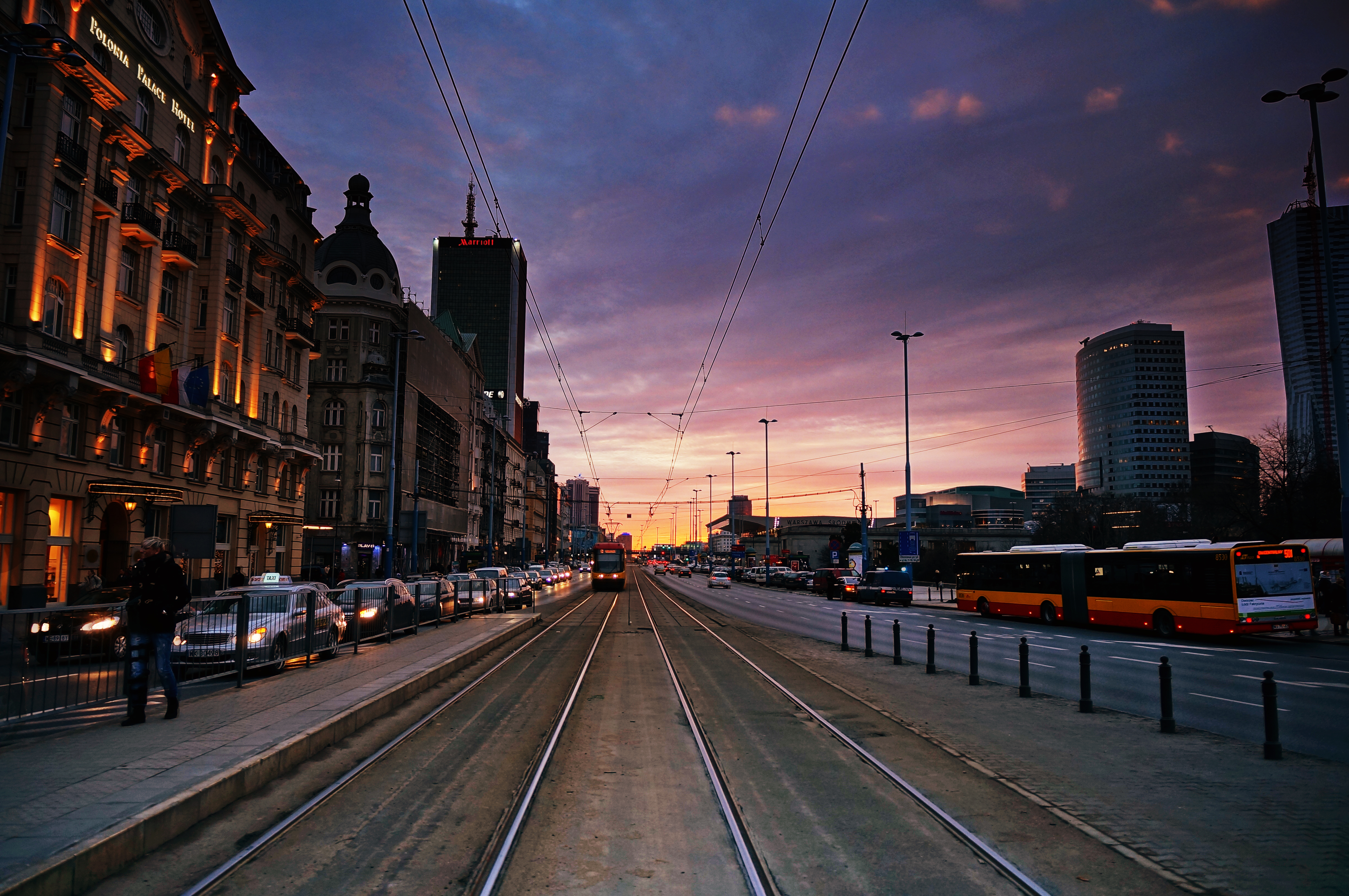
La calle en la actualidad

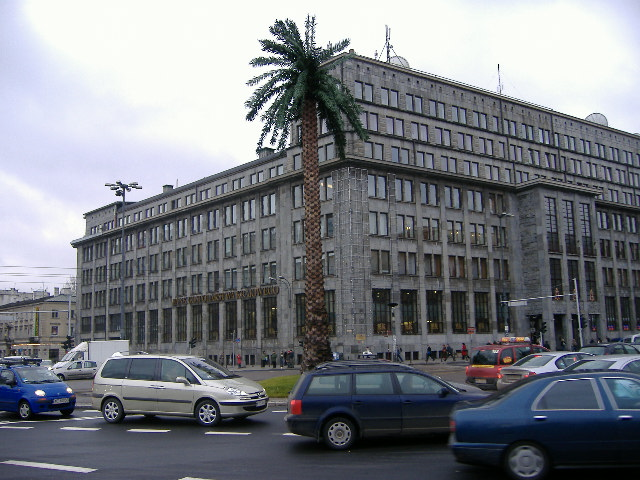
Una palmera artificial de Joanna Rajkowska frente a la sede modernista del BGK Bank

Aleje Jerozolimskie (literalmente Avenidas de Jerusalén) es una de las calles más importantes de la ciudad de Varsovia, Polonia. Discurre a través del centro de la ciudad a lo largo del eje este-oeste, conectando el barrio de Wola al oeste con el puente sobre el río Vístula y el barrio de Praga al otro lado del río.

## Historia
El nombre de la calle proviene de un pequelo pueblo construido en 1774 por August Sułkowski para los pobladores judíos de Mazovia. El nombre del pueblo era Nowa Jerozolima (Nueva Jerusalén), y la calle que llevaba a Varsovia se llamaba Aleja Jerozolimska (Avenida de Jerusalén, en singular, en oposición al nombre actual que está en plural). Aunque el pueblo fue abandonado poco después de su fundación, y la mayoría de los judíos se trasladarían posteriormente a Varsovia, el nombre se quedó y se ha utilizado desde entonces. Fue aquí donde se construyó la primera estación de trenes de Varsovia. A finales del siglo XIX, la parte oriental de la calle se convirtió en una de las zonas más representativas y caras de la ciudad en constante crecimietno. A comienzos del siglo XX, y especialmente después de que Polonia recuperara su independencia en 1918, la calle se extendió hacia el oeste, y el barrio de Wola se incorporó a la ciudad. La mayoría de los edificios de la avenida, incluidos ejemplos inestimables de arquitectura art nouveau y modernista, fueron destruidos tras el Alzamiento de Varsovia. Después de la Segunda Guerra Mundial, las autoridades comunistas demolieron el resto de edificios. El lado norte de la calle está dominado en la actualidad por el gigantesco Palacio de la Cultura y la Ciencia y la Estación Warszawa Centralna. Los únicos edificios anteriores a la guerra que sobreviven se sitúan al sur de la calle. A la mitad de la calle, en el cruce con las calles Krucza y Bracka, se sitúan los principales grandes almacenes de Varsovia, CDT 'Smyk'.

## Galería de imágenes

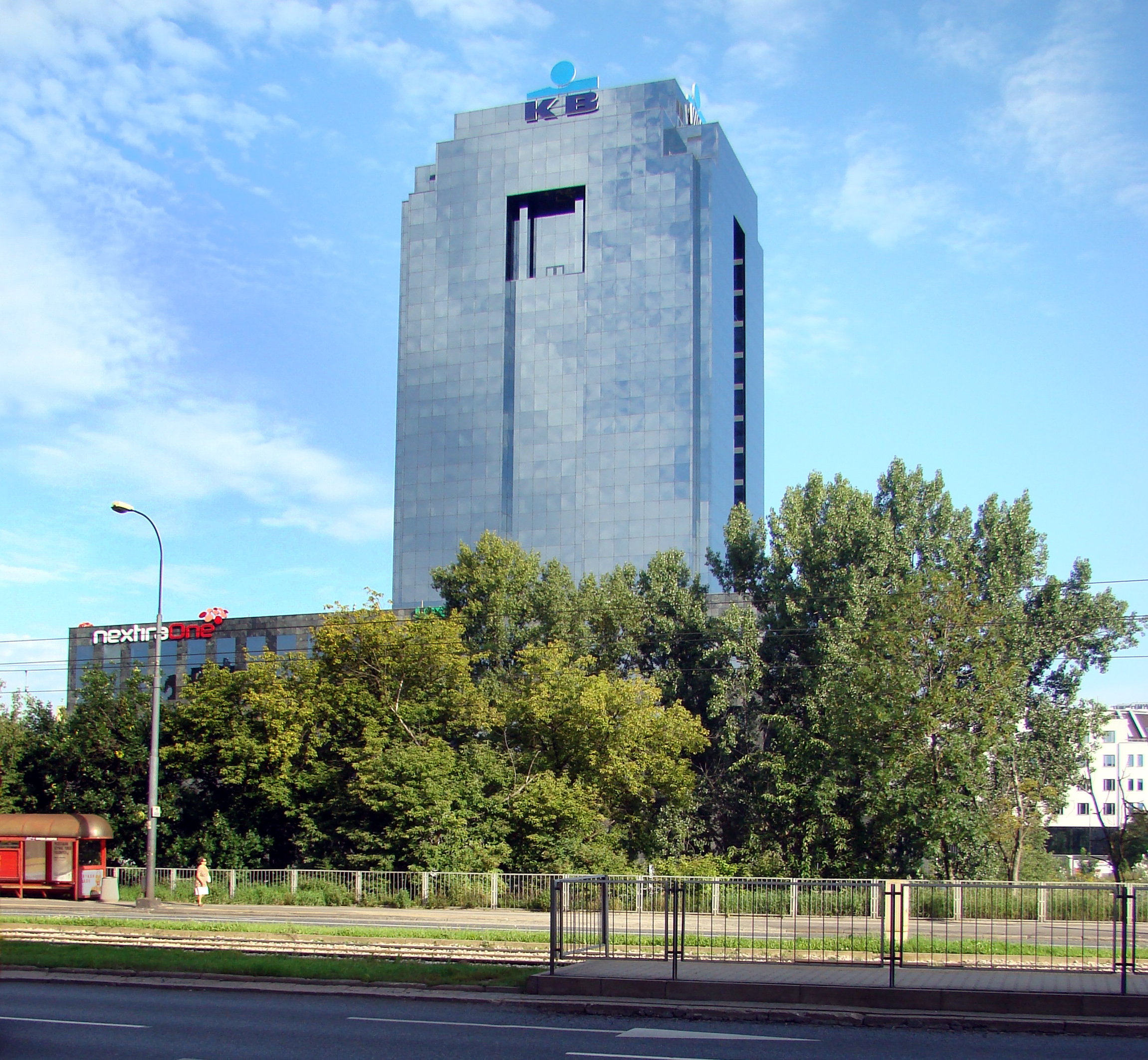
Warta Tower
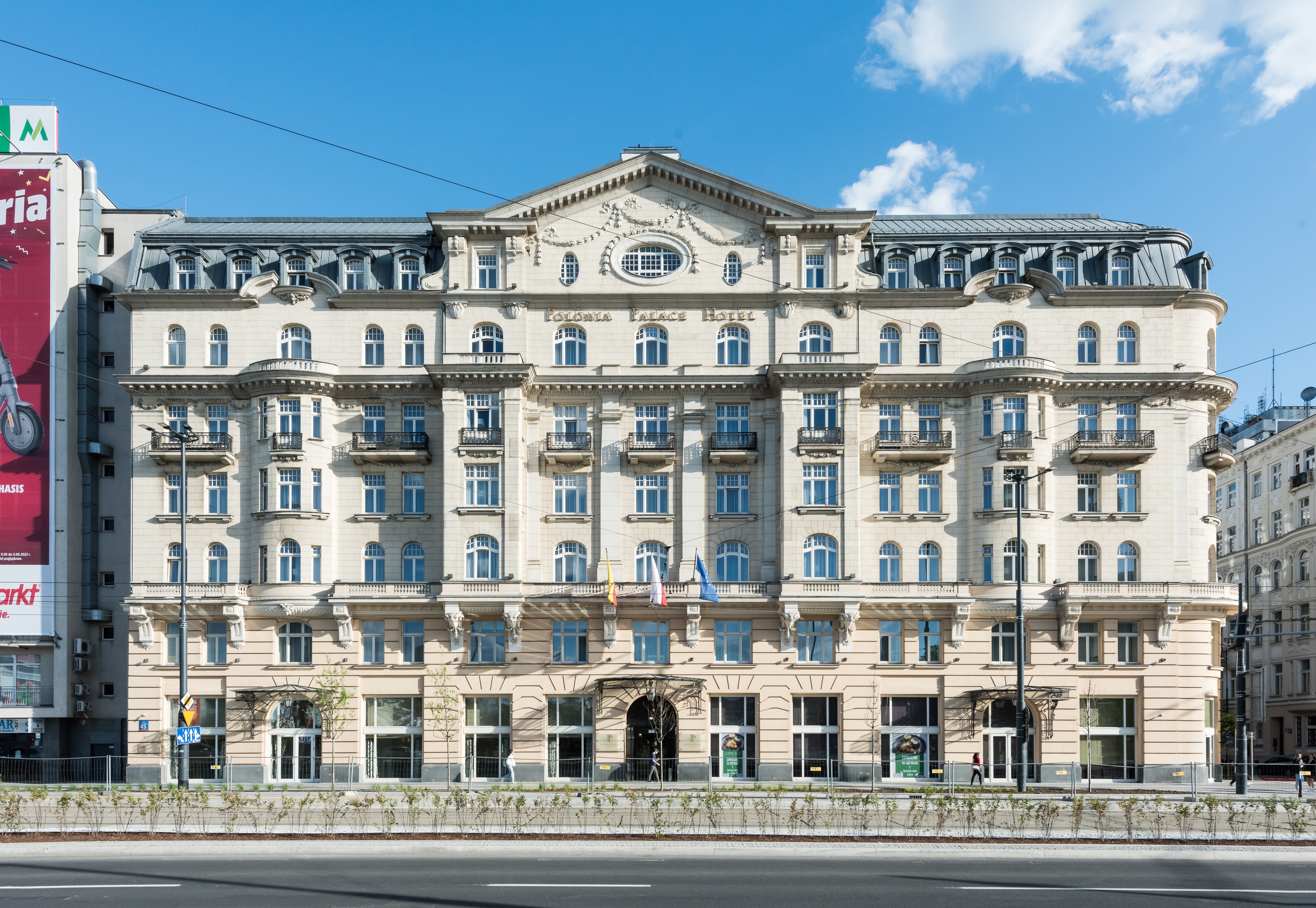
Hotel Polonia
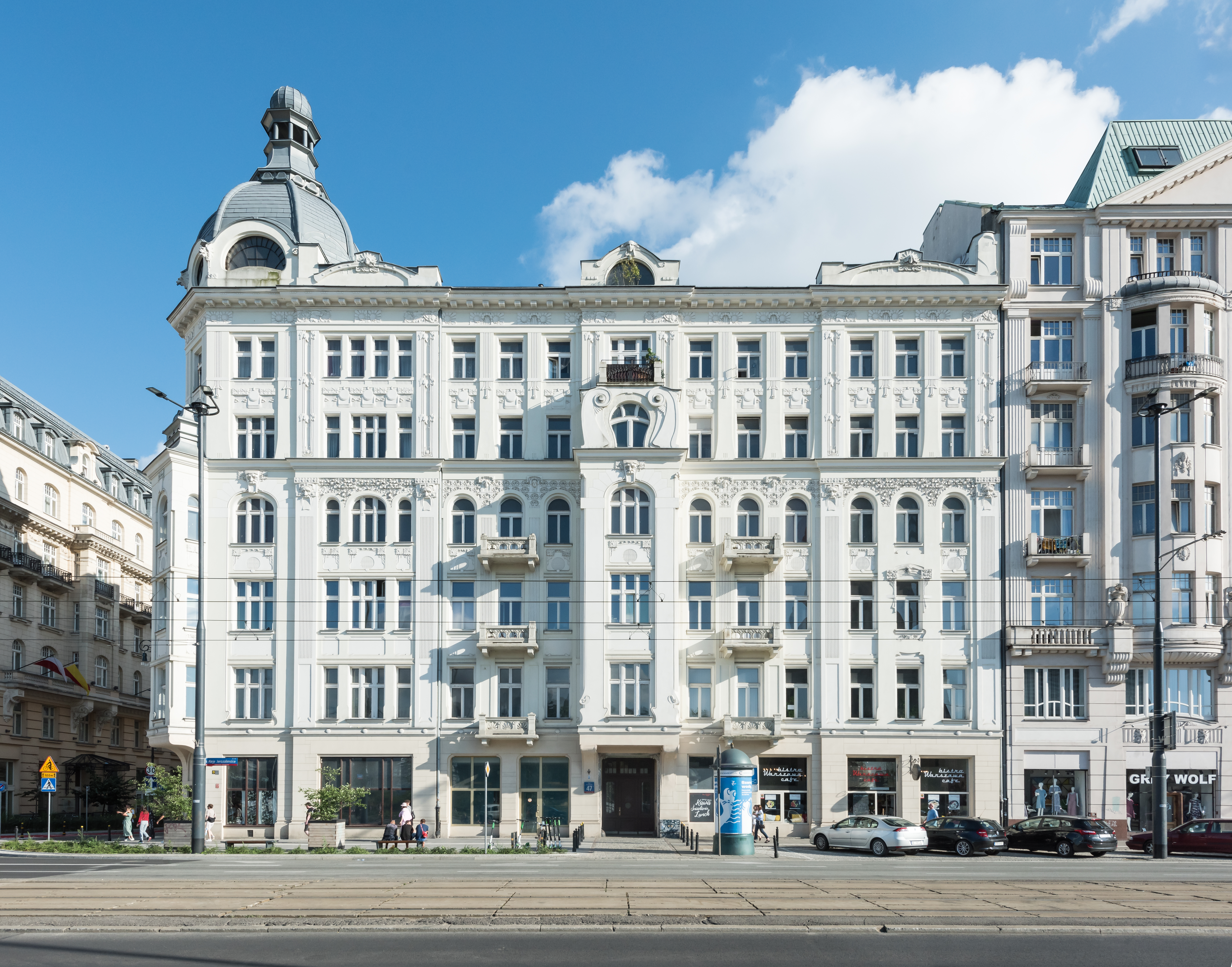
47 de Aleje Jerozolimskie
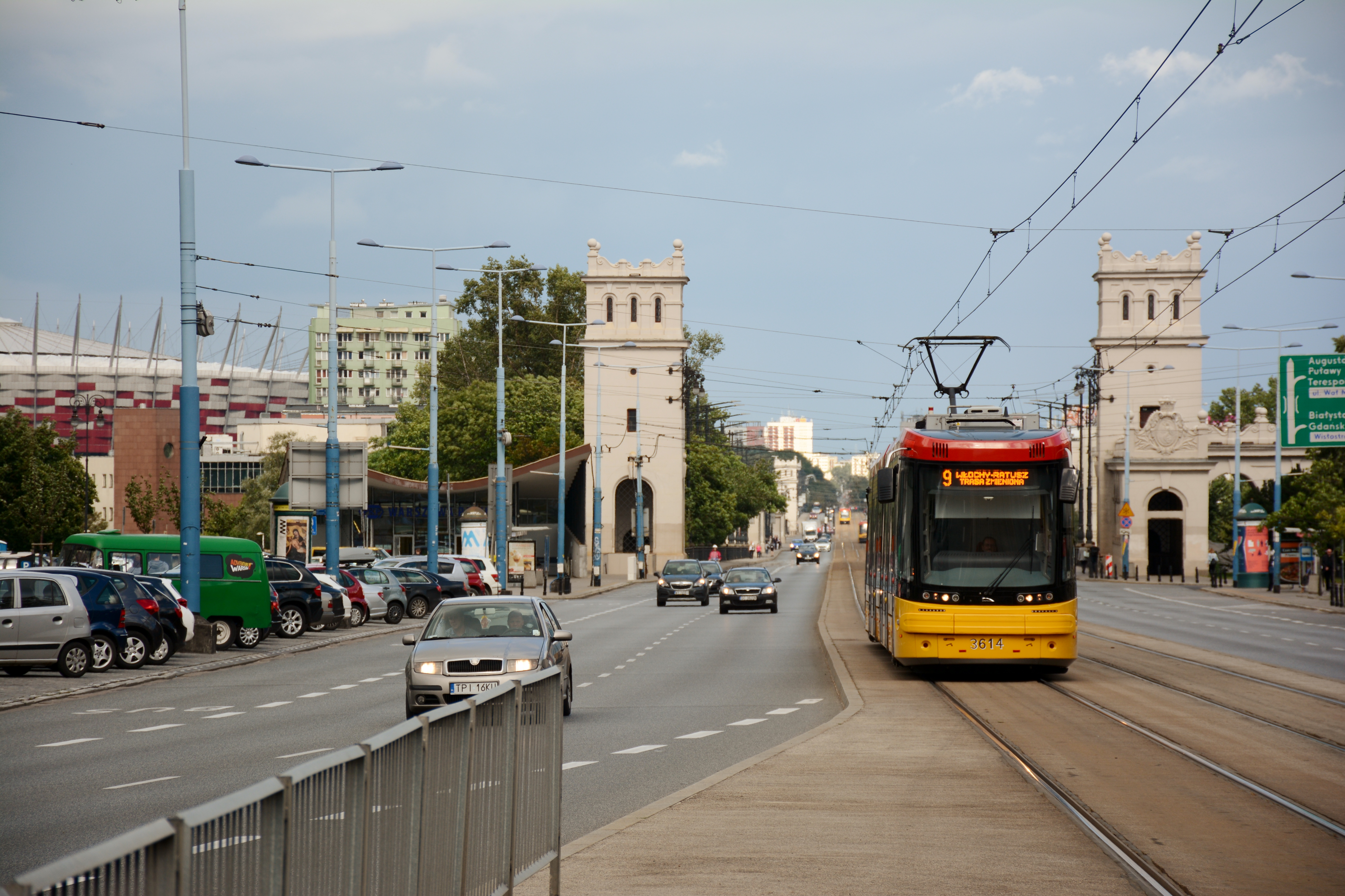
Puente Poniatowski
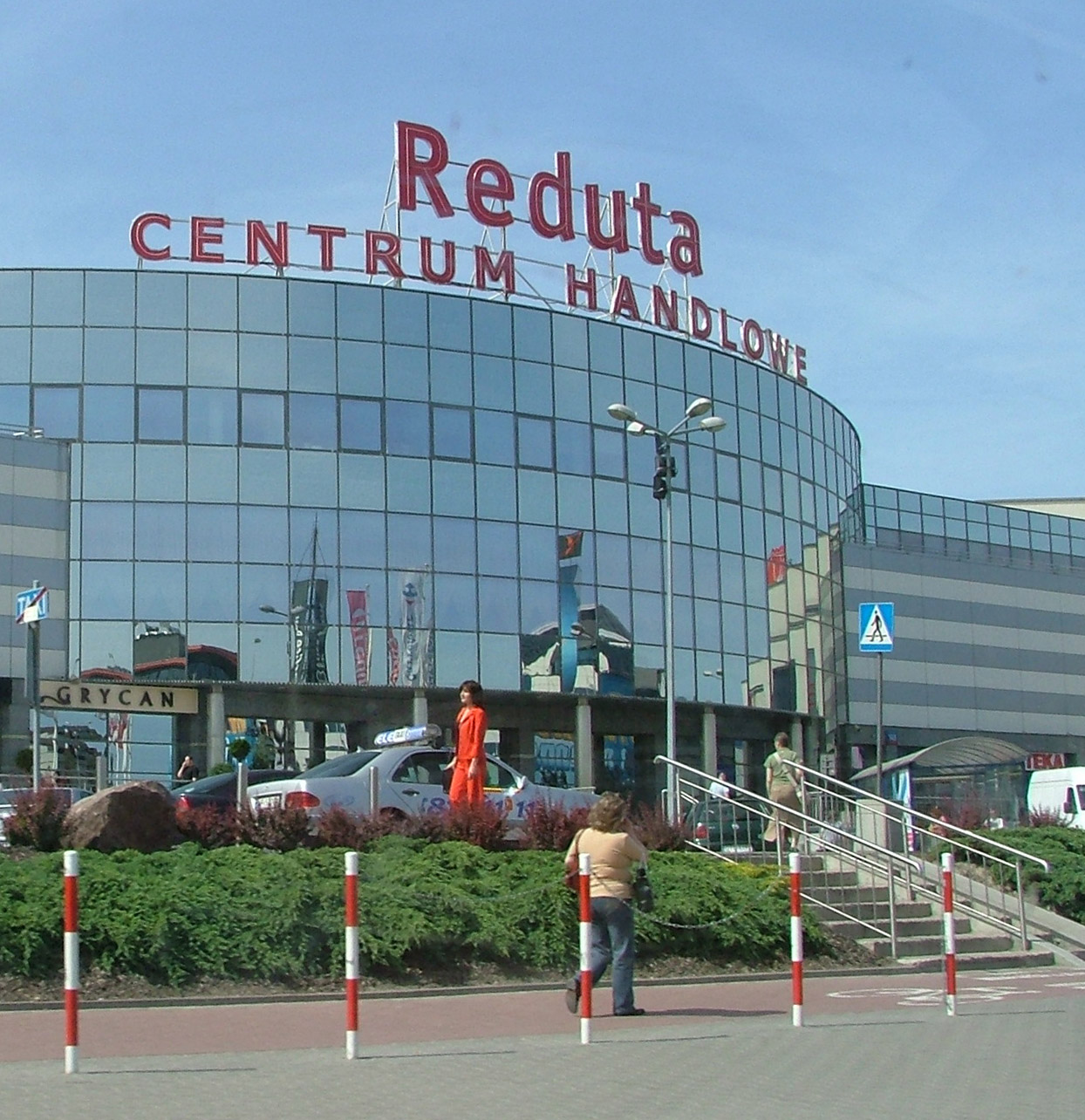
CH Reduta
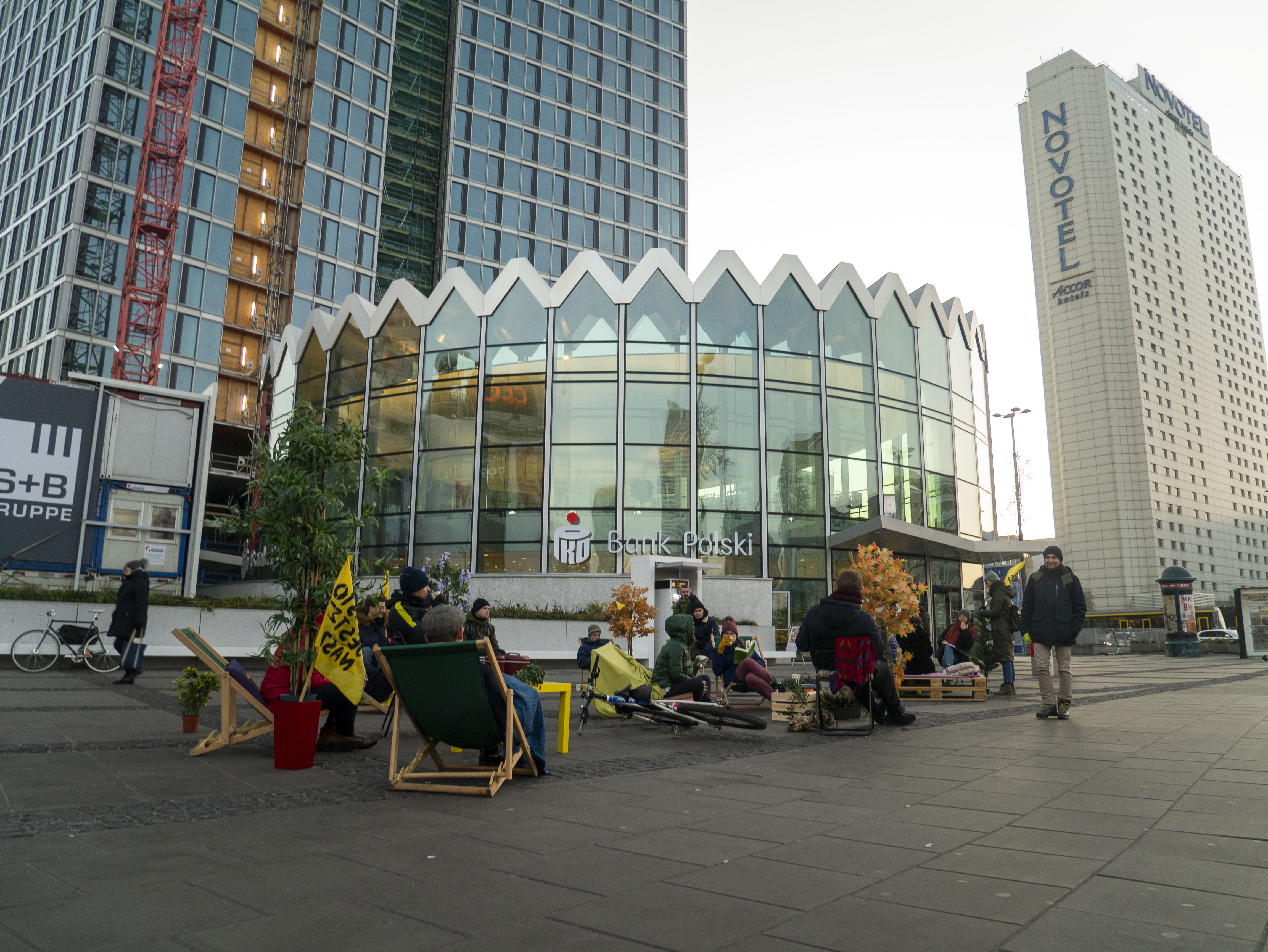
Rotunda PKO